# Francesc Ribalta

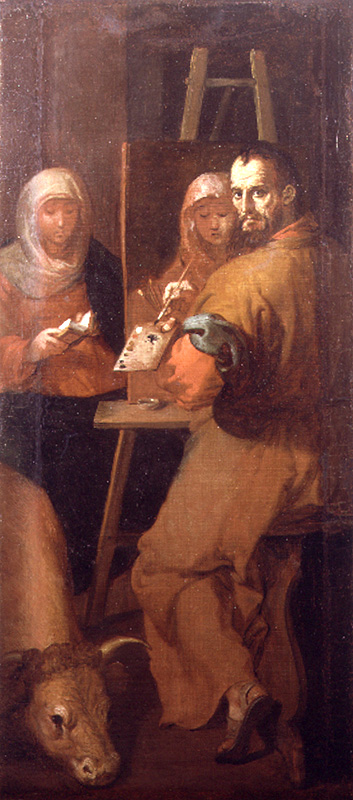
Sant Lluc, oli sobre llenç, 83 x 36 cm., Museu de Belles Arts de València. Procedent del retaule de Portaceli, a la figura de l'evangelista sense orla, que pinta el retrat de la Mare de Déu de les toques, se sol veure un autoretrat del pintor.

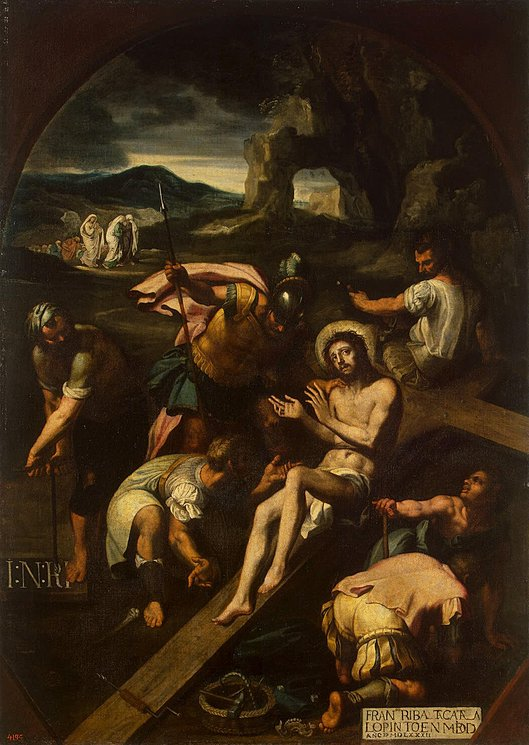
Els preparatius de la crucifixió (1582), oli sobre llenç, 144 x 103 cm., Sant Petersburg, Museu de l'Hermitage. Signat ostentosament quan l'artista tenia poc més de setze anys, el llenç va poder ser pintat com a carta de presentació o diploma per assolir el grau de mestre.

Francesc Ribalta (Solsona, 2 de juny de 1565 - València, 14 de gener de 1628) va ser un pintor barroc català influït pel tenebrisme, format en l'òrbita de la pintura escorialenca i establert des de 1599 a València, on en dates molt primerenques va conrear un naturalisme d'encuny personal i intens clarobscur que arribaria a ser el senyal d'identitat de l'escola valenciana del segle xvii.
Situat cronològicament en els orígens de la pintura barroca espanyola, l'obra de Ribalta constitueix el vincle entre l'últim manierisme i els nous corrents barrocs. Immers en l'esperit religiós de la Contrareforma, que ell plenament compartia, va enfocar els motius visionaris de la seua pintura amb tècnica naturalista, de tal manera que el sobrenatural semblés tenir lloc de la manera més creïble i proper a l'espectador, al qual posarà en contacte directe amb el succés miraculós gràcies a la senzillesa de les seues composicions, sense embelliments superflus.

## Biografia i obra

### Anys de formació a Barcelona i Madrid
Francesc Ribalta naix a Cal Santantoni de Solsona, fill de Joan Ribalta i Magdalena. Batejat el 2 de juny de 1565 a Solsona, la seua família es va traslladar cap a 1572 a Barcelona, on el seu pare va exercir l'ofici de sastre. Tradicionalment es considerava que Francesc Ribalta havia nascut a Castelló, per la qual cosa en aquesta ciutat té un parc i un institut secundari amb el seu nom i el 1927 se li va erigir un monument. Després d'una certa polèmica durant el segle xix i principis del XX, finalment entre 1949 i 1951 es van trobar els documents que certificaven el seu naixement a Solsona.
A Barcelona es va haver de formar com a pintor, atès que, en 1581, havent quedat orfe, encara se'l documenta a Barcelona, atorgant poders juntament amb els seus restants germans al major d'ells, Joan, per vendre les terres i vinyes a Solsona que havien rebut en herència. Immediatament va haver de traslladar-se a Madrid, ja que la seua primera obra coneguda, els Preparatius per a la crucifixió del Museu de l'Hermitage de Sant Petersburg, apareixen signats i datats a Madrid l'any 1582.
Pocs més dades hi ha d'aquests anys, encara que la seua obra posterior evidència seu pas per El Escorial, on es forma en els tallers on hi treballaven artistes espanyols i italians com Zuccaro, Cambiaso, Tibaldi, Navarrete el Mudo o Carducho i on va poder conèixer l'obra de mestres venecians com Tiziano i els Bassano, deixant influir particularment per Sebastiano del Piombo. El quadre Trobada del Natzarè amb la Mare de Déu (Museu de Belles Arts de València), pintat ja a València cap a 1611, reprodueix literalment en la figura de Crist el cèlebre Crist amb la creu a coll de Piombo conservat al Museu del Prado, o alguna de les seues moltes rèpliques, que va haver de conèixer a El Escorial i del qual guardaria dibuixos o apunts per a ser utilitzats anys després. De la mateixa manera, en la Degollació de Sant Jaume del retaule d'Algemesí és patent l'estudi directe de l'obra del mateix tema pintada per Juan Fernández de Navarrete per a El Escorial. També llavors va haver de realitzar una versió del Sant Sopar de Leonardo a partir de la famosa còpia guardada al refectori del monestir. El 1666 se citava en la col·lecció de donya Catalina de Mardones, a Madrid, taxada per Juan Carreño de Miranda, «un sopar de vara i quarta d'alt si fa no fa amb marc negre i daurat de mà de Rivalta còpia de leonardo de binci», i petjades d'ella es troben en el Sant Sopar de la predel·la del retaule del Roser a l'església de l'Assumpció de Torrent, obra de Joan Ribalta, que hauria pres dels dibuixos paterns les figures de Crist i els apòstols més propers extretes del mural de Leonardo.
Hi ha constància documental que el 1591 va pintar per encàrrec d'un membre de la cort un quadre de l'Anunciació per al convent madrileny de la Encarnación, el dibuix preparatori d'aquest va ser supervisat per Blas de Prado. A Madrid, en data indeterminada, va casar amb Inés Pelayo, que va morir el 1601, del matrimoni van néixer primer dues filles i en 1597 un fill, Joan, que amb el temps arribaria a ser el seu millor deixeble. Es coneixen també els noms de dos ajudants, el que sembla indicar que abans d'abandonar Madrid era ja un pintor consolidat i amb un cert volum d'obra, encara que no arribés a entrar al servei del rei i no hi haja constància que se li encomanen treballs en l'Escorial, almenys com a pintor independent. D'aquesta etapa madrilenya, a part dels esmentats Preparatius per a la crucifixió, no queden obres que li pugui ser assignades amb certesa, però podria pertànyer a ella un Crist crucificat del Museu del Prado, dipositat al monestir de Poblet, procedent del convent de Sant Felip el Real de Madrid, suprimit el 1809. Finalment, la mort de Felip II en 1598 el va haver d'empènyer a abandonar Madrid, informat, potser, de l'impuls de renovació artística emprès a València pel seu arquebisbe, el patriarca sant Joan de Ribera.

### València (1599-1617)

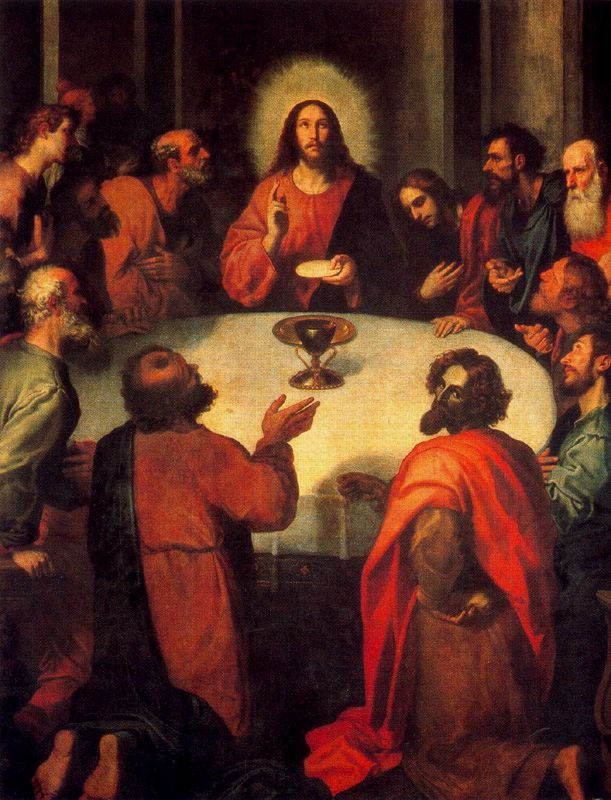
Sant Sopar o Institució de l'Eucaristia, oli sobre llenç adherit a taula, 478 x 266 cm., València, Col·legi del Patriarca, retaule major (detall). Centrada en l'instant de la consagració, el Sopar de Ribalta guarda segons Antonio Palomino estreta relació amb la pintada per Vicente Carducho per a les Carboneras de Madrid.

És probable que l'elecció de València com a destinació es degués a la seua amistat amb Lope de Vega, secretari personal del marquès de Malpica qui, al seu torn, era cunyat de l'arquebisbe Joan de Ribera, conegut per les seues demandes artístiques qui en aquell temps estava ocupat en la decoració del seu Col·legi del Corpus Christi. Almenys des del mes de febrer de 1599 Ribalta es trobava ja a València on, home piadós segons els testimonis dels qui el van conèixer, es va inscriure en la confraria de la Mare de Déu dels Desemparats. Immediatament després d'arribar a la ciutat va gaudir de la protecció de l'arquebisbe, per a qui va pintar alguns retrats, dels quals es conserven al Col·legi del Patriarca els de Sor Margarida Agulló i el Germà Francisco del Niño Jesús, presos dels retrats que els fes Joan Sarinyena, ja que ell no va arribar a conèixer els retratats.

#### Estada a Algemesí
Entre 1603 i 1605 va residir a Algemesí, ocupat en la realització del retaule major de la seua església parroquial, per la qual va seguir treballant fins a 1610 en diferents retaules, amb evidents records de la seua passada estada a El Escorial. La gran taula central, amb el martiri de l'apòstol, depèn estretament, com s'ha assenyalat, del quadre de Navarrete a El Escorial, però també són patents els préstecs de Luca Cambiaso per l'escena de Sant Jaume a Clavijo i el Trasllat del cos del sant, mentre l'Oració de l'hort repeteix motius de la tela del mateix assumpte de Ticià conservat al monestir. A Algemesí va pintar també el gran llenç de l'Aparició de Crist a Sant Vicent Ferrer per al Col·legi del Corpus Christi. De 1606 és l'Últim Sopar, en format vertical i emmarcada en una arquitectura escorialenca, del retaule major del mateix col·legi, per al qual el 1610 va lliurar el Naixement de l'àtic. Amb la seua forta il·luminació lateral i el naturalisme amb què va tractar els rostres dels apòstols, el Sopar pintat per al Patriarca va assentar la fama de Ribalta a València i va fer possible que, immediatament, li arribaren nous encàrrecs del gremi d'argenters per a l'església de Santa Caterina (Retaule de Sant Eloi en substitució del que havia pintat Joan de Joanes, danyat per un incendi) i de la mateixa Diputació (Calvari), també, tot i ser forà, va poder estar el 1607 entre els fundadors del Col·legi de Pintors, un dels objectius del qual era precisament protegir-se contra la competència dels nouvinguts.

#### Influència de Sebastiano del Piombo
Ribalta va modular en aquests anys el seu naturalisme amb l'adopció de models i tipus joanescos, per imposició, potser, dels seus clients, com resulta palès en la Consagració de Sant Eloi com a bisbe de Noyon (València, església de Sant Martí) o al Crist sostingut per àngels del Museu del Prado, còpia d'un model perdut de Joan de Joanes. Però, a més, va experimentar una nova trobada amb Sebastiano del Piombo del que va poder copiar en dues ocasions el tríptic del Davallament del Palau de l'Ambaixador Vich, propietat de Dídac Vic i Mascó. Aquest, en 1645, el va regalar a València a Felip IV, potser ja desmembrat, ja que un dels seus panells, el del Descens al Limb, va ser enviat a l'Escorial i d'allà transferit al Museu del Prado, mentre la taula central del Davallament, o Lamentació davant Crist mort, propietat actualment del Museu de l'Hermitage, es localitzava en 1666 en l'Alcàsser de Madrid. El tríptic complet de Piombo, la tercera pintura, no conservada, es descriu diversament com Captura o Aparició de Crist als onze apòstols, pot ser reconstruït gràcies a l'existència d'una còpia al palau episcopal d'Olomouc (República Txeca), que bé podria ser de Ribalta. Antonio Ponz va arribar a veure dues còpies fetes per ell. Una d'elles, de mida petita, es trobava a Madrid a l'Hospital d'Aragó, fundat el 1616, en un retaulet sobre la porta de la sagristia, amb una signatura o inscripció ben eloqüent: Fr Sebastianus del Piombo invenit: Franciscus Ribalta Valentiae traduxit. El segon, més gran, es trobava en els carmelites descalços de València, que en temps d'Orellana van rebutjar una substanciosa oferta per la taula central. És probable, però, que acabaren desprenent-se d'ella, ja que únicament els llenços laterals van passar després de la desamortització al Museu de Belles Arts de València. La tela central d'aquesta còpia podria ser, però, la conservada des de data desconeguda en el Col·legi del Patriarca, còpia literal de l'obra de Piombo amb la coloració terrosa característica de Ribalta, si no és una còpia més de l'esmentada taula, mostra de la fortuna que va tindre València, bona prova d'això és la versió lliure, un segle anterior a aquestes còpies de Ribalta, pintada per Vicent Macip per a la catedral de Sogorb.
Tant les pintures del Tríptic Vich, com el Crist portant la Creu o Natzarè (actualment al Museu del Prado) van poder ser examinades i copiades a València per Ribalta. Es tracta del moment màxim de col·laboració del pintor venecià amb Miquel Àngel, entre la Pietat de Viterbo i la Ressurrecció de Llàtzer de la National Gallery, quan el Buonarroti va arribar inclús a fer dissenys de la seva mà per ajudar al Piombo.

#### Retrats del pare Simó

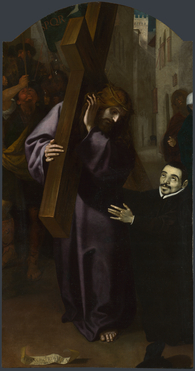
Visió del pare Francesc Jeroni Simó (1612), oli sobre llenç, 211 x 311 cm., Londres, National Gallery. Les representacions del pare Simó, aclamat com a sant pel poble de València, van ser prohibides per la Inquisició el 1619.

L'any 1611 va morir el seu mecenes, l'arquebisbe Joan de Ribera, de qui va pintar un retrat difunt conservat al Col·legi del Patriarca. L'abril de 1612 moria també a València el pare Francesc Jeroni Simó, capellà de l'església de Sant Andreu, molt conegut per la seua caritat i el seu ascetisme, les seues penitències extravagants i les seues trobades amb Crist camí del Calvari quan recorria a les nits els carrers de la ciutat, revivint el camí del Gòlgota. Malgrat l'oposició dels ordes mendicants, els valencians immediatament el van tenir per sant i li van erigir altars als carrers. Domingo Salzedo de Loaysa va escriure un llibre titulat Breve y sumaria relación de la vida, muerte y milagros del venerable Presbítero Mosen Francisco Jerónimo Simón, valenciano..., publicat per Felipe Mey a Sogorb en 1614, en què, amb no poca exageració, parlava de les tres capelles que en l'espai d'un any se li havien dedicat en altres tantes parròquies al venerat sacerdot, 
| « | «por cuya devoción se han pintado, y puesto por las calles y esquinas de aquella ciudad pasados de mil Altares pequeños con quadros y efigies deste Angélico Sacerdote, y estos con sus lámparas, las quales a más de la mucha devoción que causan al pueblo, sirven de alumbrar las calles de noche, y evitar muchos daños que estando sin ellas se podían causar (...) [y] sin las dichas figuras pintadas al olio, y al temple, ha salido estampada una inmensidad dellas, pues según relación de los Impresores se han estampado en Valencia sola un millón y más figuras, sin las que han venido de Roma, Francia, y Flandes». | » |

Els encàrrecs més importants van recaure en Ribalta, a qui es va encomanar la pintura del retaule per la capella de la mateixa església de Sant Andreu, on el pare Simó va ser enterrat, que serà probablement el llenç de la Visió del pare Francesc Jeroni Simó, signat i datat el 1612, conservat actualment a la National Gallery de Londres. Els records de Sebastiano del Piombo, de qui va prendre la figura de Jesús combinant les versions de mig cos del Crist amb la creu a coll, que va poder conèixer a El Escorial, amb la posició del ressuscitat en el Descens al Limb (Museu del Prado), part del tríptic del Davallament del qual hi havia una còpia a Madrid fins al segle xix signada per Ribalta, s'entrecreuen amb l'evocació de Tibaldi en la figura del trompeter que segueix Jesús, presa d'una de les figures de la volta de la biblioteca de l'Escorial. També el capítol de la catedral li va encarregar tres retrats del sacerdot, cobrats en gener de 1613, amb destinació al papa Pau V, al rei Felip III i al duc de Lerma, sens dubte com a part de la campanya empresa per obtenir la ràpida beatificació de Simó. Amb el mateix objectiu, el 1614 va aparèixer a Anvers una Vita B. Simonis Valentini, de Jan van der Wouwer, amb un retrat de Cornelius Galle sobre dibuix de Rubens, qui va haver d'inspirar-se en un gravat de Michel Lasne amb el retrat del pare Simó i diverses vinyetes de la seua vida i miracles per a la qual Ribalta va proporcionar els dibuixos, estampa de la qual només es coneix un exemplar conservat al Museu d'Art de Catalunya.
La Inquisició va reaccionar amb celeritat davant el que semblava un procés de beatificació per aclamació popular. Per Carta Acordada del Consell Suprem del 13 de juny de 1614, es va ordenar a les diferents inquisicions recollir «las ymágenes con rayos del dicho venerable sacerdote mossen Simón mandando que ninguna persona las tenga ni venda hasta tanto su S(antida)d ordene otra cosa». La mateixa Carta Acordada ordenava recollir el llibre de Salzedo Loaysa, però els partidaris del pare Simó, presumiblement, van resistir amb algun èxit les pressions que els arribaven des de la cort, a la vista de l'elevat nombre d'exemplars que se n'han conservat. Un nou edicte, aquesta vegada de la inquisició valenciana, va prohibir finalment el 1619 totes les imatges del sacerdot. El llenç de Ribalta va poder subsistir reconvertit en un Crist portant la creu apareixent a Sant Ignasi de Loiola, identificació amb la qual va ser adquirit per Richard Ford a València el 1831. El 1945, ja a la National Gallery, l'obra va ser netejada de les repintades que ocultaven completament la figura del pare Simó.

#### El Col·legi de Pintors i la consolidació del taller

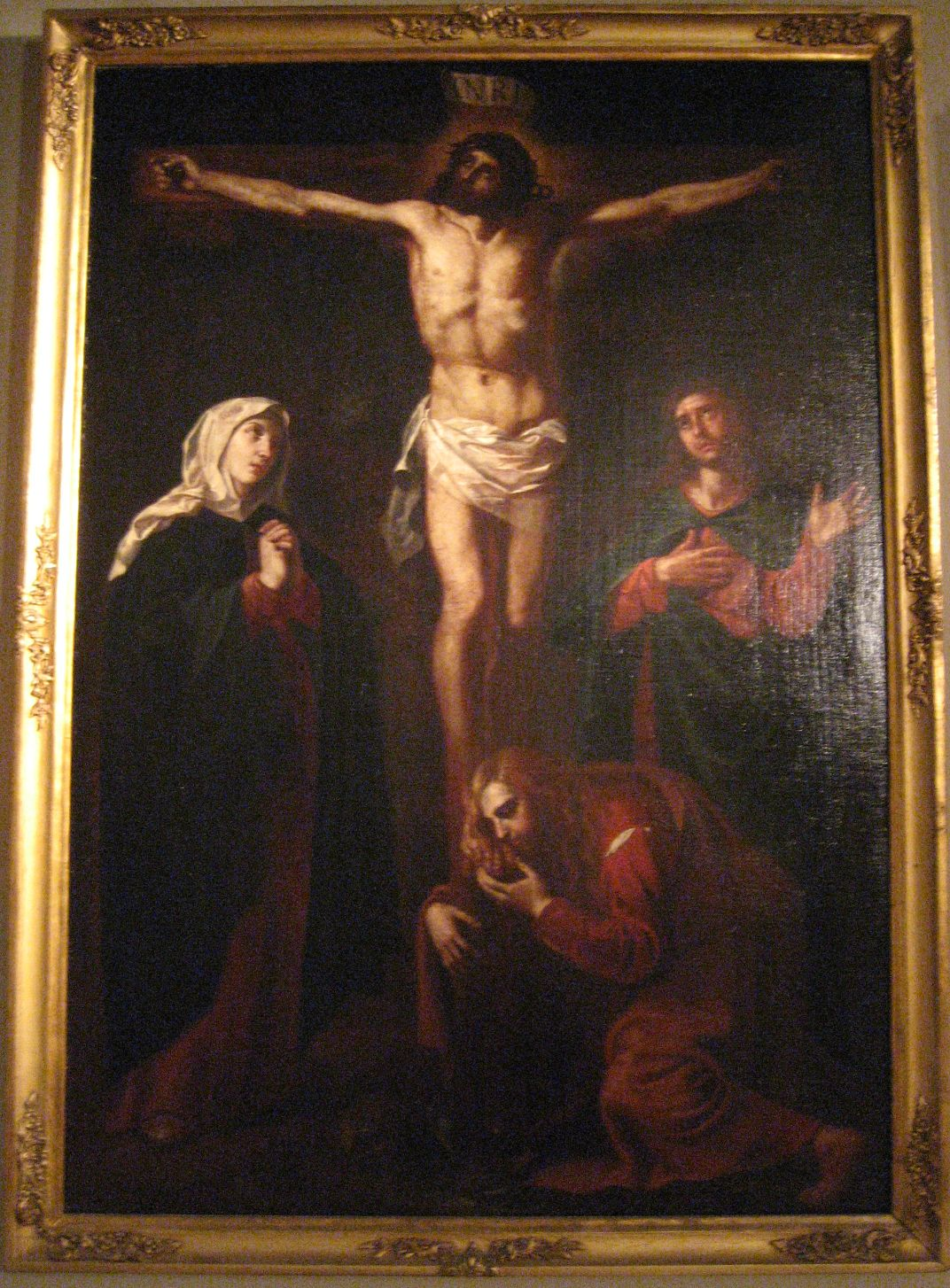
Crucifixió, 1615. Biblioteca Museu Víctor Balaguer

El novembre de 1615 va cobrar Ribalta del Col·legi del Corpus Christi pels retrats de Perafán de Ribera i del seu antic protector, el fundador del col·legi, obres probablement sorgides del taller en el qual col·laboraven per aquelles dates el seu gendre, Vicent Castelló, qui va haver de casar amb una filla del pintor cap a 1610, i el seu fill Joan, que va firmar també el 1615 la seua primera obra, Els preparatius per a la crucifixió per a l'església de Sant Miquel dels Reis. Un any després signava el Sant Tomàs de Villanueva amb dos col·legials, destruït el 1936, pintat per encàrrec del capítol de la catedral de València amb destinació al Col·legi Major de la Presentació, institució fundada pel mateix sant Tomàs de Villanueva com a seminari. Amb aquestos, Ribalta treballà més intensament a partir de la segona dècada del segle xvii, formant un equip sòlid i sol·licitat, de vegades és difícil distingir la mà de cadascun. En 1617 va encapçalar el grup de peticionaris que es van dirigir a Felip III per tal d'obtenir l'aprovació del Col·legi de Pintors, reconstituït un any abans, en la junta directiva va ostentar el càrrec de majoral. Un factor per a aquest rellançament del Col·legi va poder venir donat per la momentània presència de Pedro de Orrente a València, de tornada del seu viatge a Itàlia, i les reticències entre ambdós pintors que, segons Marc Antoni Orellana, van provocar una prova de destresa entre ells, per a la qual Ribalta va presentar un llenç del Martiri de Sant Llorenç i Orrente un Sant Vicent Màrtir, tots dos perduts, finalitzant la competició en taules encara que el premi se li hauria atorgat a Orrente. La formació bassanesca d'Orrente i el seu coneixement segur de les obres dels primers caravaggistes, posat de manifest en el seu Martiri de Sant Sebastià pintat per a la catedral de València cap al 1616, va haver de tenir, amb tot, àmplia repercussió en l'evolució de la pintura de Ribalta, enfortint la seua pròpia inclinació al tractament expressiu de la llum artificial.

### Últims anys: la plenitud del pintor (1618-1628)

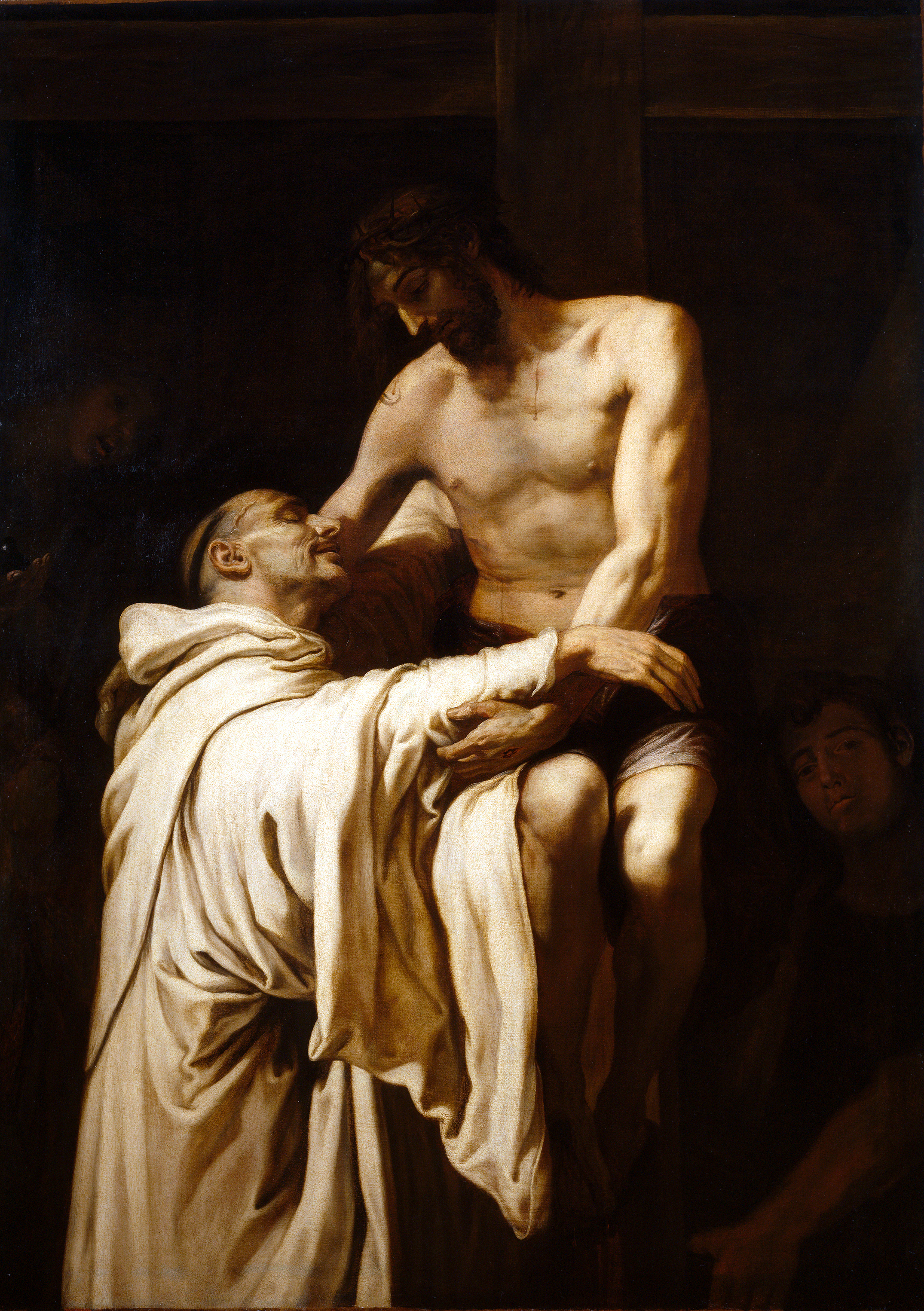
Crist abraçant a sant Bernat, oli sobre llenç, 158 x 133 cm., Madrid, Museu del Prado.

A partir de 1620, en l'etapa final i més madura de la seua producció, Ribalta va evolucionar cap a un naturalisme més estricte. L'absència de notícies per als anys immediatament anteriors va portar a situar-hi el pretès viatge a Itàlia, on hauria conegut l'obra de Caravaggio. Una còpia de mida reduïda de la cèlebre Crucifixió de Sant Pere de Caravaggio, signada F. Ribalta en la col·lecció Príncep Pío de Savoia en Mombello (Itàlia), reforçaria aquesta hipòtesi. Però aquesta còpia de reduïdes dimensions va poder tenir com a model una altra còpia anterior, de la mateixa mida i color que l'original, conservada al Col·legi del Patriarca i amb tota probabilitat portada d'Itàlia pel mateix arquebisbe Joan de Ribera. D'altra banda, com observa Fernando Benito, «el pretès "caravaggisme" en Francesc Ribalta, d'admetre's, s'ha de veure com a producte de segona mà i sempre servit amb tècnica veneciana». El tenebrisme en Ribalta s'havia manifestat de forma precoç, però sempre vinculat al que havia pogut veure a El Escorial i ni els seus tipus humans ni el seu desinterès per l'objectivitat de la matèria l'acosten a Caravaggio. El mateix David Kowal, defensor a títol d'hipòtesi del viatge a Roma en els anys immediatament anteriors a 1620, després del que hauria accentuat el seu primitiu tenebrisme, observa que «fins i tot sota l'impacte del mestre italià, el tenebrisme de Ribalta i la seua tècnica de modelar porten encara el segell d'una càlidament lluminosa i fluida qualitat, arrelada en el seu profund nexe amb la tradició veneciana». Per concloure que, «en última instància, el tenebrisme de Ribalta és d'un caràcter més conservador i menys tràgic que el de Caravaggio».
D'altra banda, el buit documental ha estat en part omplint per la localització d'un plet que va tenir ocupat a Ribalta des de gener de 1618, l'any del matrimoni del seu fill Joan, fins, almenys, març de 1619. Aquest procés és també interessant per la informació que conté sobre la vida del pintor i de la seua obra. El gener de 1618 Ribalta va dirigir un escrit al portaveu del governador general de la ciutat rebutjant el càrrec de «bacins de pobres» de la parròquia de Sant Andreu, per al qual havia estat designat per un any. Ribalta declarava no tenir recursos i viure exclusivament del seu treball, que li requeria molta dedicació per deixar una obra acabada en tota la seua perfecció, a més que podia perdre altres encàrrecs si no acabava en temps els que tenia entre mans. A canvi de veure lliure de l'encàrrec s'oferia a pintar a càrrec seu una pintura per a la parròquia per valor de 30 lliures a gust dels parroquians. Iniciat el procés, Ribalta va presentar a una sèrie de testimonis, pintors com ell, que parlaven de la seua pietat, però també de les dificultats per fer compatible el treball de pintor amb les obligacions d'almoiner. Entre ells hi havia Jeroni Rodríguez de Espinosa, pare de Jeroni Jacint Espinosa, que declarava que el coneixia des de feia trenta anys, quan tots dos residien encara a Castella, que al·legava també com a impediment la mala salut del pintor. Tots ells concordaven, a més, en que després de l'expulsió dels moriscs no eren bons temps per a la pintura a València. Continuant amb el procés, a preguntes del síndic de la parròquia, Ribalta va declarar no tenir hisenda i que sent veritat que en alguna ocasió havia cobrat quantitats importants (parlant del retaule d'Algemesí), també ho és que ho ha gastat tot, perquè sempre ha tingut aprenents i oficials a casa seua, a més del fet que ell es prenia molt temps amb cada pintura doncs feia estudis d'ella, el que altres no fan «per aprofitar-se del treball d'un altre pintor». Al març el procés seguia, amb la presentació pel síndic de la parròquia dels seus testimonis, favorables aquests a l'elecció destacant el caràcter bondadós del pintor. Finalment, el març de 1619, el lloctinent del governador va fallar en el plet en contra dels interessos del pintor, obligant-lo a assumir el càrrec o abonar 100 lliures. Ribalta va protestar la sentència i va anunciar que la recorreria davant el Consell d'Aragó, però el recurs, en cas d'haver estat presentat, no es coneix.
És probable, en canvi, que viatgés en aquests anys a Madrid, on va poder conèixer les últimes tendències naturalistes representades per artistes com Orazio Borgianni, ja que en 1623 Angelo Nardi, resident a Madrid, declarava en contreure matrimoni que Ribalta li devia alguns diners. Devia ser en aquest viatge no documentat quan fes el retrat perdut de Lope de Vega, del qual es va prendre el model per al gravat que va sortir amb les Rimas humanas y divinas, publicades a nom de Tomé Burguillos a Madrid, en 1634. El mateix Lope al·ludia a aquest model a l'explicar la fesomia de Burguillos, que se copió de un lienzo en que le trasladó al vivo el catalán Ribalta, pintor famoso entre españoles de la primera clase. L'elogi es sumava així al que li havia dedicat ja en 1602 en La hermosura de Angélica:
| « | No tiene España, que envidiar, si llora/ un Juanes, un Becerra, un Berruguete,/ un Sánchez, un Felipe, pues ahora/ tan iguales artífices promete:/ Ribalta donde el arte se mejora/ pincel octavo en los famosos siete. | » |

Va poder ser també en ocasió d'aquest viatge quan pintés el supòsit retrat de Ramon Llull del Museu Nacional d'Art de Catalunya, potser retrat d'un pare jesuïta tractat amb intensa llum dirigida, que va pertànyer a Gaspar de Haro i Guzmán, marquès del Carpio.

#### Obres per als caputxins de València

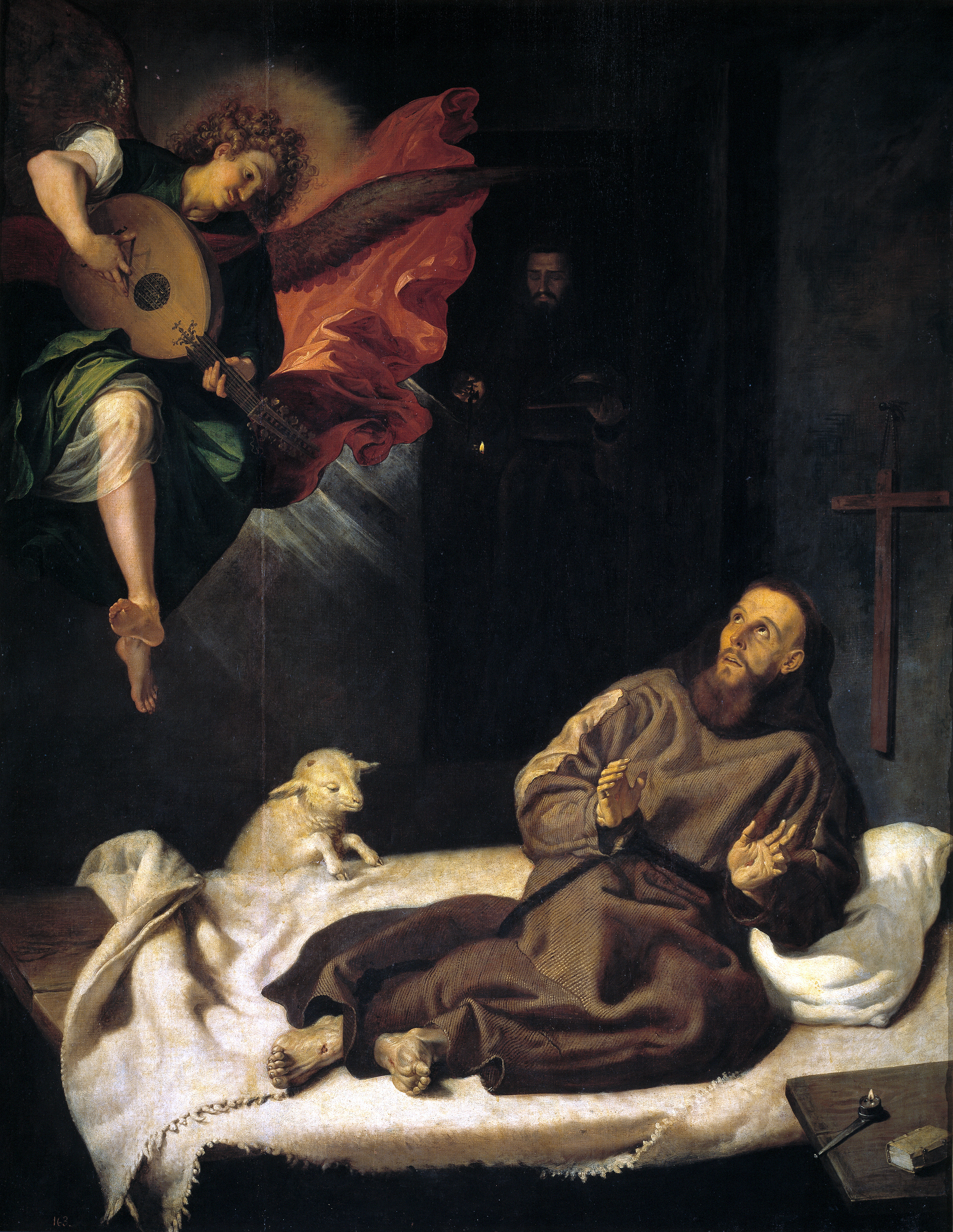
Visió de Sant Francesc de l'àngel músic, oli sobre llenç, 204 x 158 cm., Madrid, Museu del Prado.

En qualsevol cas Ribalta apareix novament documentat a València en 1620, pintant un Últim Sopar, perdut, per al refectori dels caputxins de la Sang de Crist. De data propera han de ser sengles visions de Sant Francesc pintades en el seu nou estil, que segons les fonts antigues es trobaven a l'església del mateix convent: la Visió de l'àngel músic, que adquirida per Carles IV en 1801 va passar al Museu del Prado, i Sant Francesc abraçant al crucificat, originalment emplaçada en un altar proper a la porta, transferida al Museu de Belles Arts de València després de la desamortització. La gamma de color en aquests llenços s'ha reduït dràsticament i els tipus humans, al costat de la franquesa i simplicitat de la seua composició, revelen l'accentuació de les seues tendències naturalistes. La Visió de l'àngel músic, segons una llegenda narrada per Sant Bonaventura, de la qual es coneixen alguns dibuixos previs, va haver d'aconseguir gran predicament, ja que es coneix una versió posterior del mateix Ribalta en format apaïsat i amb més atenció als objectes de naturalesa morta presents a la cel·la, actualment conservada al Wadsworth Atheneum en Hartford (Connecticut). Més estranya resulta la iconografia del Sant Francesc abraçant al crucificat, per a la qual no existeixen fonts literàries. El seu fort contingut simbòlic fa creure que el motiu li fos donat pels mateixos frares caputxins que posaven l'accent en el significat eucarístic de la sang de Crist. El sant, corpulent i rude, pres sens dubte del natural, enganxa la cara al costat de Crist de la ferida brolla un raig de sang. Igual aspecte rude té l'àngel que es disposa a col·locar a Crist una garlanda de flors en substitució de la corona d'espines, que el crucificat col·loca sobre el cap del sant. Al·ludeix així al camí de mortificació triat per sant Francesc i, amb ell, pels mateixos frares caputxins, el menyspreu per les glòries terrenals i el rebuig dels vicis se simbolitza amb la pantera coronada sobre la qual es posa en peu el sant, acompanyada de sis felins coronats i abatuts a la part inferior, els set pecats capitals. Ribalta, però, ha sabut transformar la imatge visionària i carregada de simbolisme en un fet concret, pel realisme amb què capta als seus protagonistes i pel savi ús de la llum, segons Benito Domenech «un dels més esplèndids èxits del primer naturalisme espanyol», destacant als personatges principals i enfosquint als secundaris, per fer així patent la invisible presència del Creador compatible amb el naturalisme del representat.

#### Pintures per a la cartoixa de Porta-Coeli

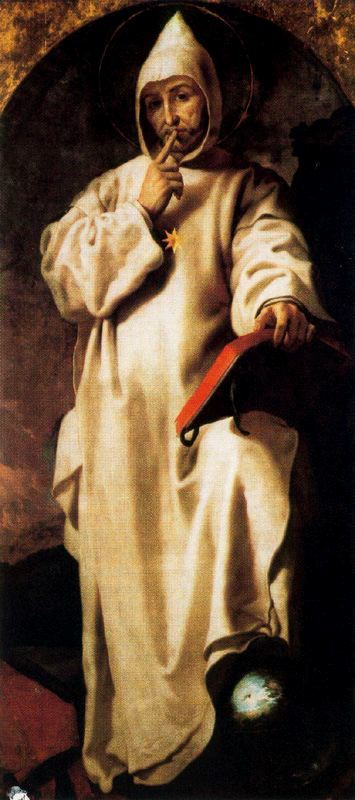
Sant Bru, oli sobre llenç, 181 x 79 cm. Museu de Belles Arts de València.

En 1621 el taller de Ribalta va rebre l'encàrrec de realitzar vuit llenços de gran format per a les portes del retaule de l'església parroquial d'Andilla. Afectat, potser, de problemes de salut, Ribalta va poder participar en el seu plantejament, però va confiar l'execució al seu fill Joan, que va marxar a Andilla en unió de Vicent Castelló, Gregori Bausà, Abdó Castanyeda i altres membres del taller, cada vegada més actiu. Mentre Joan i el seu grup treballaven a la zona de Sogorb, Francesc ho feia a València, on el 1622 es documenta la pintura d'un Sant Martí per un altar carrer amb motiu de les festes en honor de la Immaculada. A aquest moment han de pertànyer els Desposoris místics de Santa Gertrudis, llenç conservat a la parròquia de Sant Esteve de València, en què s'observen els mateixos progressos en la direcció del tenebrisme naturalista, amb una reduïda gamma de colors molt rica en tonalitats.
A finals de 1625 Ribalta va contractar el daurat i pintures del nou retaule major del monestir cartoixà de Portacoeli. És probable que l'encàrrec vingués precedit per la realització de l'Abraçada de Crist a Sant Bernat (Museu del Prado), localitzat a la cel·la prioral on Antonio Ponz ho va lloar com «lo más bello, bien pintado y expresivo que pueda darse de Ribalta». Sobre un fons d'ombres de color marró, que envolta en penombra a dos àngels, un potent focus de llum il·lumina un Crist musculós, a la manera dels Crist de Piombo, i el monjo de rostre consumit i gest embadalit que l'abraça, vestit amb hàbit blanc ivorià. Malgrat de la seua gamma de color limitada, gairebé monocrom, les pinzellades líquides fracturen el color en múltiples tons. El punt de vista baix dota de monumentalitat a la composició, centrada en les figures de Crist i sant Bernat foses per la llum lateral en un sol bloc, sense permetre que cap element extern distregui l'atenció cap a ells.
El retaule major de la cartoixa, substituït cap a 1773 per un altre de gust acadèmic i desmantellat amb la Desamortització de Mendizábal, constava d'almenys setze pintures, de les quals només tretze van passar al Museu de Belles Arts de València. Executat entre 1625 i 1627, en ell va participar el taller en un grau difícil de discernir. Per David Kowal únicament podrien atribuir-se a Francesc Ribalta amb seguretat els evangelistes Lluc, Mateu i Joan, que ocupaven els pedestals, i el Sant Bru del cos principal, «testimonis de la invulnerable destresa del mestre. Benito Domenech, per contra, sosté l'autografia del Sant Joan Baptista que feia parella amb Sant Bru, als costats de la Mare de Déu de Portceli, obra inacabada en la qual també va tenir participació Vicent Castelló, a qui podrien correspondre igualment els quatre doctors de l'església. Del seu fill seria el Sant Pere de les portes del reresagrari, corresponent al pare el Sant Pau que li servia de parella. De Francesc Ribalta, finalment, seria també el quart evangelista, Sant Marc, resultant eloqüent la comparació amb la sèrie dels evangelistes pintats a la primera dècada del segle per a l'església d'Algemesí, amb el seu lluminós colorisme i monumentalitat manieristes, reemplaçats per un sever naturalisme i una limitada gamma de color en la que destaca únicament el color roig Sant Bru en peu, omplint amb la seua figura la tela, amb el dit a la boca reclamant el silenci segons les estrictes normes de l'ordre per ell fundada, és sens dubte l'obra més admirada d'aquest retaule. La reduïda gamma cromàtica i la riquesa de les seues tonalitats en l'hàbit blanc, el realisme de la cara i la il·luminació lateral, amb pinzellades líquides, són les característiques de l'obra de Ribalta, l'interès pels efectes de llum, com a evidència aquesta pintura, amb les seues tonalitats clares, prové, sobretot, de la pintura veneciana.
Encara a mitjans de 1627 va rebre un nou encàrrec, el daurat d'un altar a la parròquia de Sant Martí a càrrec de la comtessa de Fuentes, que no va poder completar en morir sobtadament el 13 de gener de 1628 d'un atac d'apoplexia, deixant una empremta profunda en l'escena artística valenciana. La seua mort sense testar va provocar disputes entre els seus fills Joan i Mariana, monja, que li van sobreviure poc temps, ja que Joan moria el 9 d'octubre del mateix any i la seua germana el 2 de març de l'any següent. Jusepe Martínez, que el va conèixer, va elogiar el seu temperament humil, aliè a les vanitats, assegurant que va morir «amb tan gran reputació que gairebé va ser venerat per sant».

## Llista d'obres de Francesc Ribalta
| Imatge                                             | Any           | Títol                                                                               | Tècnica                                          | Localització                                        |
| -------------------------------------------------- | ------------- | ----------------------------------------------------------------------------------- | ------------------------------------------------ | --------------------------------------------------- |
| Preparatius per a la crucifixió                    | 1582          | Preparatius per a la crucifixió                                                     | Oli sobre tela 144 x 103                         | Museu de l'Ermitage Sant Petersburg                 |
| Martiri de Santa Caterina d'Alexandria             | 1600-1602     | Martiri de Santa Caterina d'Alexandria                                              | Oli sobre tela 123 x 108                         | Museu de l'Ermitage Sant Petersburg                 |
| Sant Sopar                                         | ca. 1604      | Sant Sopar                                                                          | Oli sobre tela                                   | Reial Col·legi del Corpus Christi València          |
| Retrat de la venerable Margarida Agulló            | ca. 1605      | Retrat de la venerable Margarida Agulló                                             | Oli sobre tela                                   | Reial Col·legi del Corpus Christi València          |
| Somni de la mare de Sant Eloi                      | ca. 1607      | Somni de la mare de Sant Eloi                                                       | Oli sobre tela 115 x 94                          | Museu de Belles Arts València                       |
| Naixement de Jesús                                 | 1610          | Naixement de Jesús àtic del retaule major de l'església del Corpus Christi          | Oli sobre tela 133 x 149                         | Reial Col·legi del Corpus Christi València          |
| Crist amb la creu troba la seva mare               | 1612          | Crist amb la creu troba la seva mare                                                | Oli sobre tela 187 x 147                         | Museu de Belles Arts València                       |
| Visió del pare Francesc Jeroni Simó                | 1612          | Visió del pare Francesc Jeroni Simó                                                 | Oli sobre tela 211 x 111                         | National Gallery Londres                            |
| La visió del Calvari del pare Francesc Jeroni Simó | ca. 1612-1619 | La visió del Calvari del pare Francesc Jeroni Simó                                  | Oli sobre tela                                   | Museu Nacional Col·legi de San Gregori Valladolid   |
| Crist mort sostingut per àngels                    | ca. 1615      | Crist mort sostingut per àngels còpia d'un original de Joan de Joans                | Oli sobre tela 113 x 90                          | Museo del Prado Madrid                              |
| Retrat de teatí                                    | ca. 1620      | Retrat de teatí abans conegut com Retrat de Ramon Llull                             | Oli sobre tela 102 x 84,5                        | Museu Nacional d'Art de Catalunya Barcelona         |
| Sant Francesc d'Assís confortat per un àngel       | ca. 1620      | Sant Francesc d'Assís confortat per un àngel                                        | Oli sobre tela 204 x 158                         | Museo del Prado Madrid                              |
| Sant Francesc d'Assís abraçant el crucificat       | 1620          | Sant Francesc d'Assís abraçant el crucificat                                        | Oli sobre tela 233 x 171                         | Museu de Belles Arts València                       |
| Sant Roc                                           | 1625          | Sant Roc                                                                            | Oli sobre tela 124 x 60                          | Museu de Belles Arts València                       |
| Sant Sebastià                                      | 1625          | Sant Sebastià                                                                       | Oli sobre tela 124 x 60                          | Museu de Belles Arts València                       |
| Crist abraçant Sant Bernat de Claravall            | 1625-1627     | Crist abraçant Sant Bernat de Claravall                                             | Oli sobre tela 158 x 113                         | Museo del Prado Madrid                              |
| Retaule de la Cartoixa de Portacoeli               | 1625-1627     | Retaule de la Cartoixa de Portacoeli per Francesc i Joan Ribalta, i Vicent Castelló | Oli sobre tela Diversos quadres, en part perduts | Museu de Belles Arts València                       |
| Sant Bru                                           | 1625-1627     | Sant Bru del retaule de Portacoeli (lateral dret del cos principal)                 | Oli sobre tela 180 x 83                          | Museu de Belles Arts València                       |
| Sant Joan Baptista                                 | 1625-1627     | Sant Joan Baptista del retaule de Portacoeli (lateral esquerre del cos principal)   | Oli sobre tela 189 x 83                          | Museu de Belles Arts València                       |
| Sant Mateu                                         | 1625-1627     | Sant Mateu del retaule de Portacoeli (predel·la amb els evangelistes)               | Oli sobre tela 83 x 36                           | Museu de Belles Arts València                       |
| Sant Marc                                          | 1625-1627     | Sant Marc del retaule de Portacoeli (predel·la amb els evangelistes)                | Oli sobre tela 83 x 36                           | Museu de Belles Arts València                       |
| Sant Lluc                                          | 1625-1627     | Sant Lluc del retaule de Portacoeli (predel·la amb els evangelistes)                | Oli sobre tela 83 x 36                           | Museu de Belles Arts València Ribalta-san lucas.jpg |
| Sant Joan                                          | 1625-1627     | Sant Joan Evangelista del retaule de Portacoeli (predel·la amb els evangelistes)    | Oli sobre tela 83 x 36                           | Museu de Belles Arts València                       |
| Sant Pau                                           | 1625-1627     | Sant Pau del retaule de Portacoeli (porta esquerra del cambril)                     | Oli sobre tela 168 x 63                          | Museu de Belles Arts València                       |